# Glenea aluensis
Glenea aluensis é uma espécie de besouro da família Cerambycidae. Foi descrito por Charles Joseph Gahan em 1897.

## Subespécies
- Glenea aluensis aluensis Gahan, 1897
- Glenea aluensis vivesi Breuning, 1978